# Мазепа (тауншип)
Тауншип Мазепа (англ. Mazeppa Township) — тауншип в окрузі Вобаша штату Міннесота (США). За переписом 2000 року, населення становило 743 особи. Названий на честь гетьмана Мазепи.

## Географія
За даними Бюро перепису населення США, тауншип має загальну площу 22,3 квадратних миль (57,7 км²), із яких 21,8 квадратних миль (56,5 км²) суходіл, а 0,5  квадратної милі (1,3 км²) або 2,24% вода.

## Демографія
Згідно з переписом населення 2000 року, тауншип налічував 743 жителі, 252 домогосподарства і 210 сімей. Щільність населення становила 34,1 особи на квадратну милю (13,2 ос./км²). Налічувалося 273 житлові одиниці за середньої щільності 12,5 особи на квадратну милю (4,8 ос./км²). Расовий склад населення тауншипа такий: 97,98% білих, 1,08% афро-американців, 0,27% азіатів і 0,67% від двох або більше рас. 0,27% населення іберійського або латиноамериканського походження.
Із 252 домогосподарств 40,1% мали дітей віком до 18, з якими проживали разом, 73,0% були подружніми парами, що живуть разом, 6,0% сімей — це ті, де відсутній чоловік, а 16,3% — це несімейні домогосподарства. 14,3% всіх домогосподарств одноосібні, причому 5,2% — це самотні люди у віці 65 років і старше. Середній розмір домогосподарства 2,95, а середній розмір сім'ї 3,25.
За віком населення розподілялося так: 31,2% неповнолітні, 5,4% мають від 18 до 24 років, 28,5% від 25 до 44 років, 25,8% від 45 до 64, і 9,0% у віці 65 років і старше. Середній вік становив 38 років. На кожні 100 жінок припадало 101,9 чоловіків. На кожні 100 жінок у віці від 18 років було 107,7 чоловіків.
Середній дохід на одне домашнє господарство в селищі становила 54 554 $, а середній дохід на сім'ю дорівнював 59 821 $. Чоловіки мали середній дохід у 37 500 $ проти 30 577 $ у жінок. Дохід на душу населення тауншипа становив 21 390 $. Близько 2,3% сімей і 4,5% населення були за межею бідності, серед них 5,3% молодших за 18 років і жодного у віці від 65 років.